# Royal Collection

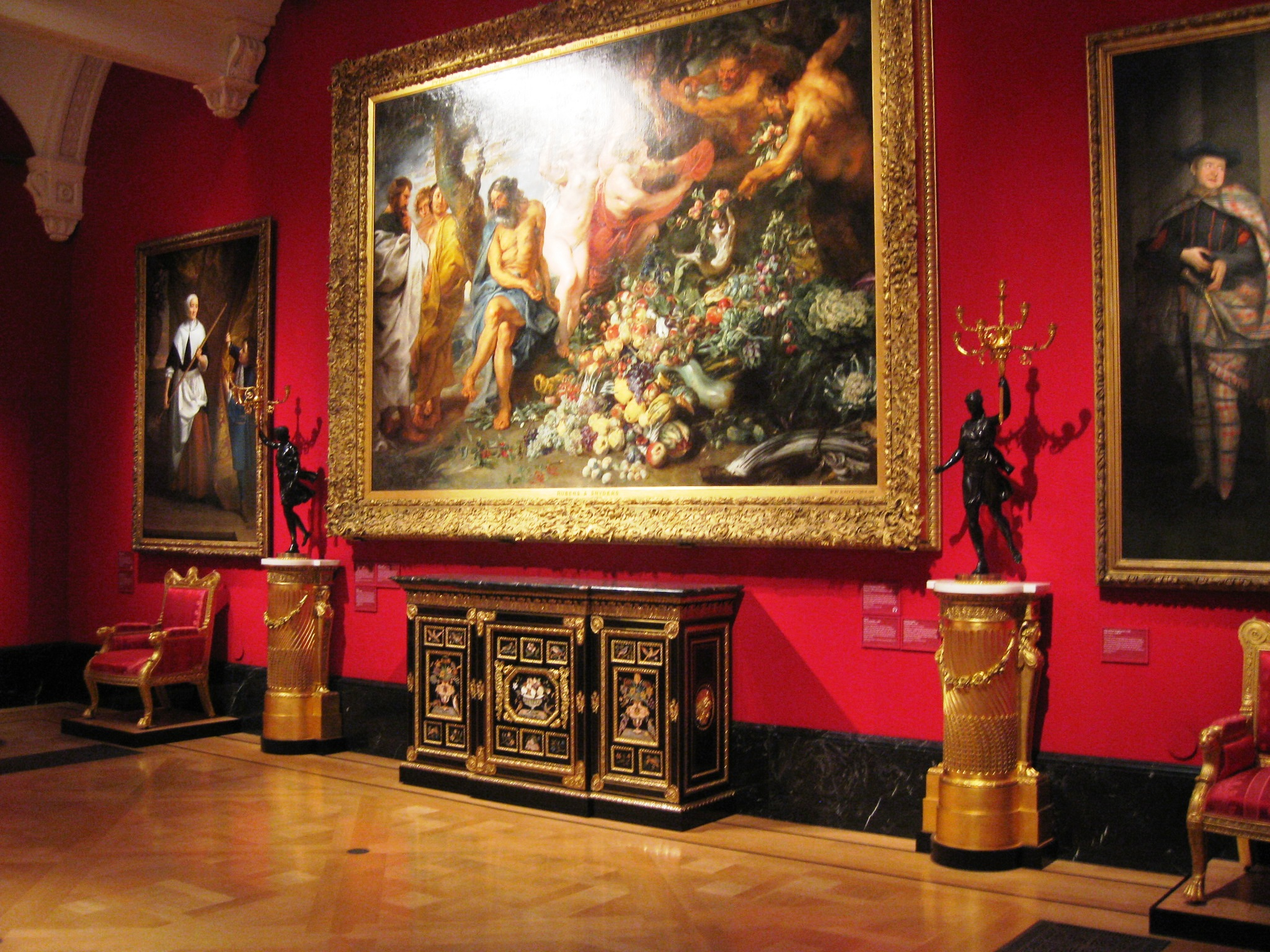
Detalle de la Queen's Gallery del Palacio de Buckingham, uno de los espacios donde se expone la Royal Collection. En el centro, la pintura Pitágoras prohíbe comer animales y habas, de Pedro Pablo Rubens y Frans Snyders, perteneciente a la Colección Real española y expoliada durante la Guerra de la Independencia, presumiblemente por José Bonaparte.

La Royal Collection del Reino Unido es la extensa colección de obras de arte y objetos decorativos de la Corona Británica. Incluye también un extenso fondo bibliográfico y documental custodiado en la Biblioteca Real de Windsor. Su titular actual es Carlos III de Inglaterra, pero esta propiedad es solo formal pues la Royal Collection no se puede vender ni dividir, ya que permanece ligada a la Corona y a la nación, estando los sucesivos monarcas obligados a garantizar su integridad. 
La Royal Collection es la última gran colección de la realeza europea que continúa bajo propiedad formal de los reyes. Otras colecciones similares, como las de España, Francia y Rusia, fueron nacionalizadas entre los siglos XVIII y XX, y se custodian (al menos en parte) en museos estatales como el Museo del Prado de Madrid, el Louvre de París y el Ermitage de San Petersburgo.
La colección real británica se despliega por las diversas residencias reales del país, tanto en salas abiertas al público como decorando las estancias privadas que habita la Familia Real. Sus núcleos más valiosos se concentran en el Palacio de Buckingham, el Castillo de Windsor y el palacio de Hampton Court. Otras piezas de la colección se exhiben prestadas de manera más o menos prolongada en museos públicos del país, como la National Gallery y el Victoria and Albert Museum. Aunque es difícil poner precio a un conjunto tan extenso, alguna fuente estima su valor global en 10 000 millones de libras esterlinas.

## Historia
Al igual que las demás colecciones reales europeas, la Royal Collection refleja las peripecias históricas del país y de la monarquía: su esplendor político, económico y cultural, alternado con épocas de guerras y demás crisis. Por ello, si bien la riqueza de la colección es enorme, hay que lamentar múltiples pérdidas como las acaecidas tras el destronamiento de Carlos I de Inglaterra, cuando muchas de sus obras de arte se vendieron. Algunas se pudieron recuperar para la Royal Collection, pero otras pasaron a casas reales extranjeras y se hallan en el Louvre, el Prado y otros museos del mundo.
La primera etapa de esplendor del coleccionismo real en Inglaterra se remonta al reinado de Enrique VIII, mayoritariamente en la década de 1530. Tuvo por retratista oficial a Hans Holbein el Joven, uno de los primeros pintores europeos que viajaron a Londres para trabajar al servicio de la corte. Los reyes y nobles ingleses dirigían sus principales encargos a artistas extranjeros, mayormente flamencos e italianos, a los que consideraban más dotados y refinados que los nacionales. Esta costumbre se prolongaría en el Reino Unido hasta muy avanzado el siglo XVIII, lo que motivó las quejas de varios artistas locales como William Hogarth. 
Enrique VIII promovió múltiples proyectos arquitectónicos y Holbein dejó una memorable serie de efigies de su corte, pero a decir verdad, este monarca no era demasiado aficionado a la pintura y apenas encargó cuadros aparte de los retratos oficiales.

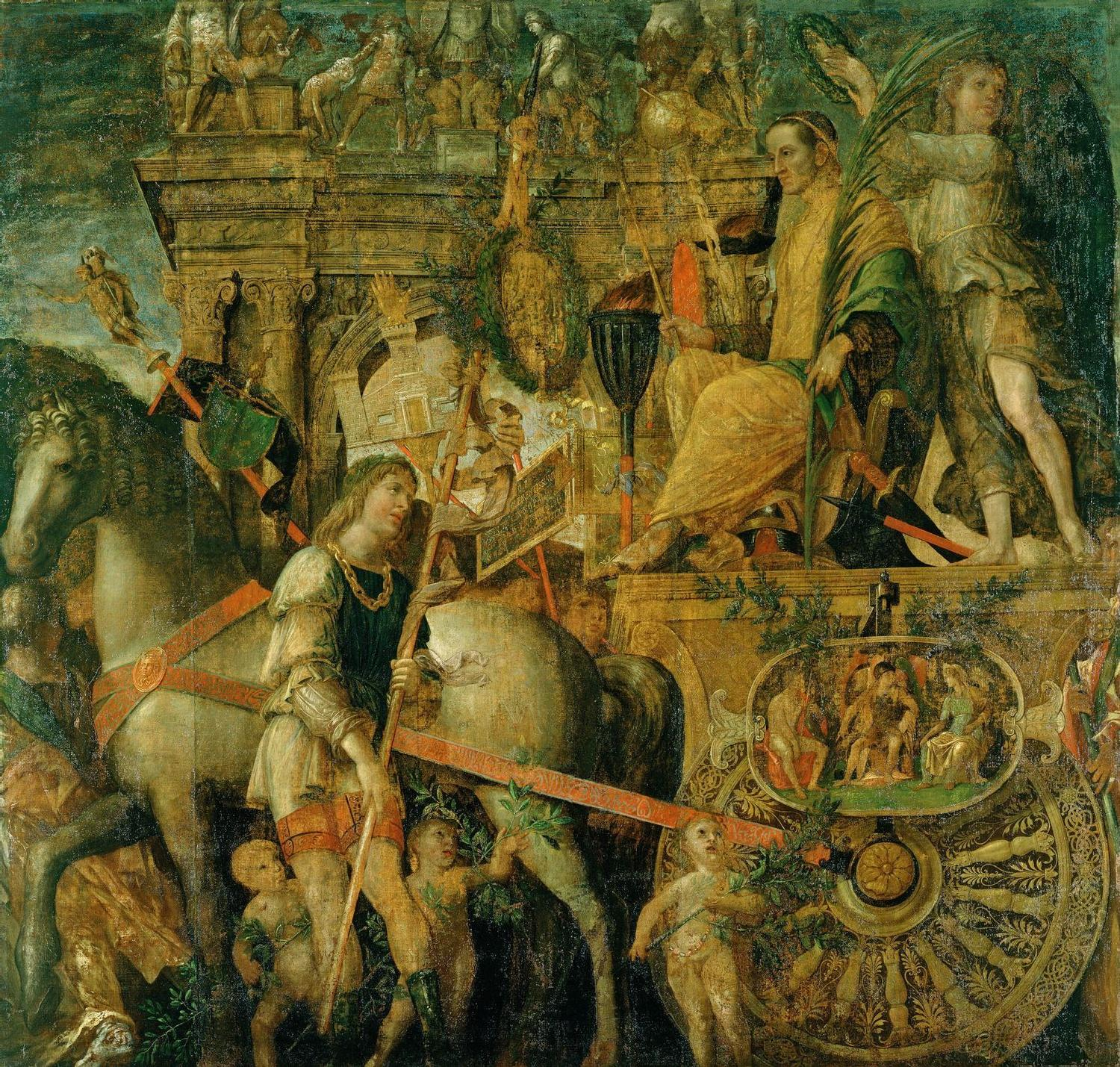
Julio César en su carro triunfal, de la serie Los triunfos del César de Andrea Mantegna (Palacio de Hampton Court)

Durante casi un siglo, la Royal Collection no experimentó un enriquecimiento relevante, de tal modo que era muy desigual cuando Carlos I llegó al trono (1625). Este rey se propuso enriquecerla para hacerla comparable (o superior) a las colecciones existentes en Madrid y París. Siendo príncipe de Gales, había contemplado en Madrid la colección de Felipe IV de España, quien le regaló algunos cuadros. La riqueza artística de la corte madrileña hizo ver a Carlos la inferioridad de Londres, y además le convenció de que el arte, aparte de decorar, tenía una función propagandística como expresión pública de poder y de cultura.
Carlos I puso a su servicio a Anton van Dyck como retratista, y además encargó a Rubens la decoración de la Banqueting House en el Palacio de Whitehall. Pero toda colección principesca debía contar con obras de los viejos maestros del Renacimiento, y como no abundaban en Inglaterra, había que importarlas del extranjero. En 1627, y con la mediación de un marchante veneciano, este rey compró una parte importante de la colección del Palacio Ducal de Mantua, propiedad de los Gonzaga, una operación que asombró a Rubens por su envergadura. De este modo, la colección real sumó obras maestras de Andrea Mantegna (Los triunfos del César), Rafael, Correggio, Tiziano y otros genios italianos. Además, el rey Carlos recibió regalos por diversos cauces, como el famoso Autorretrato de Durero (ahora en el Museo del Prado).
Los afanes artísticos de Carlos I, que incluyeron encargos a Orazio Gentileschi (pintor italiano radicado en Londres), proyectaron una imagen suya de monarca refinado, pero al mismo tiempo le acarrearon fama de derrochador y contribuyeron a su creciente impopularidad. La guerra civil inglesa culminó con la muerte de este rey, decapitado en 1649, y el nuevo gobierno ordenó la liquidación de su colección para pagar a los múltiples acreedores. Emisarios llegados desde Madrid, París y otras ciudades compraron muchas de tales obras, encubriendo en algunos casos que iban destinadas a reyes del continente. Resultaba «poco estético» que los monarcas europeos apoyasen con su dinero, siquiera indirectamente, a los verdugos del difunto Carlos. 
Por suerte para la Royal Collection, la Restauración de la monarquía llegó en pocos años, y el nuevo rey Carlos II se lanzó a recuperar parte de las obras dispersadas. 
En los siglos XVIII y XIX, los monarcas británicos prosiguieron enriqueciendo sus residencias mediante sucesivas reformas arquitectónicas y decorativas, así como encargando obras de arte e importando otras. Jorge III se volcó en coleccionar dibujos y grabados, Jorge IV compró cuadros de Rembrandt y de otros autores holandeses, y la Reina Victoria y su esposo se aficionaron al arte medieval, lo que propició la suma de ejemplos de los «primitivos» italianos, entonces muy asequibles y ahora escasos. Mientras otros países europeos sufrían un masivo éxodo de tesoros artísticos por diversas peripecias, como la Revolución francesa y las guerras napoleónicas, la Royal Collection siguió creciendo gracias al apogeo económico del Imperio británico. En el siglo XIX, la Familia real eligió Buckingham como su residencia oficial, que tras sufrir bombardeos durante la II Guerra mundial fue dotada de espacios específicos (como la Queen’s Gallery) para la exhibición de obras al público.

## Colecciones
La Royal Collection británica suele ser considerada «la colección privada más importante del mundo», y bajo tal denominación solía compararse con otras como la Thyssen, pero pertenece a los reyes titulares de manera solo formal, ya que ostenta una categoría institucional que obliga a su protección. Se puede decir que es como «un gran museo» cedido en usufructo a los reyes. Puede enriquecerse con más obras, pero no venderse ni dividirse. Su conservación ha de ser costeada por la Familia real, quien a raíz del incendio del Castillo de Windsor (1992) debió asumir una mayor fiscalización de sus finanzas impuesta por el gobierno.

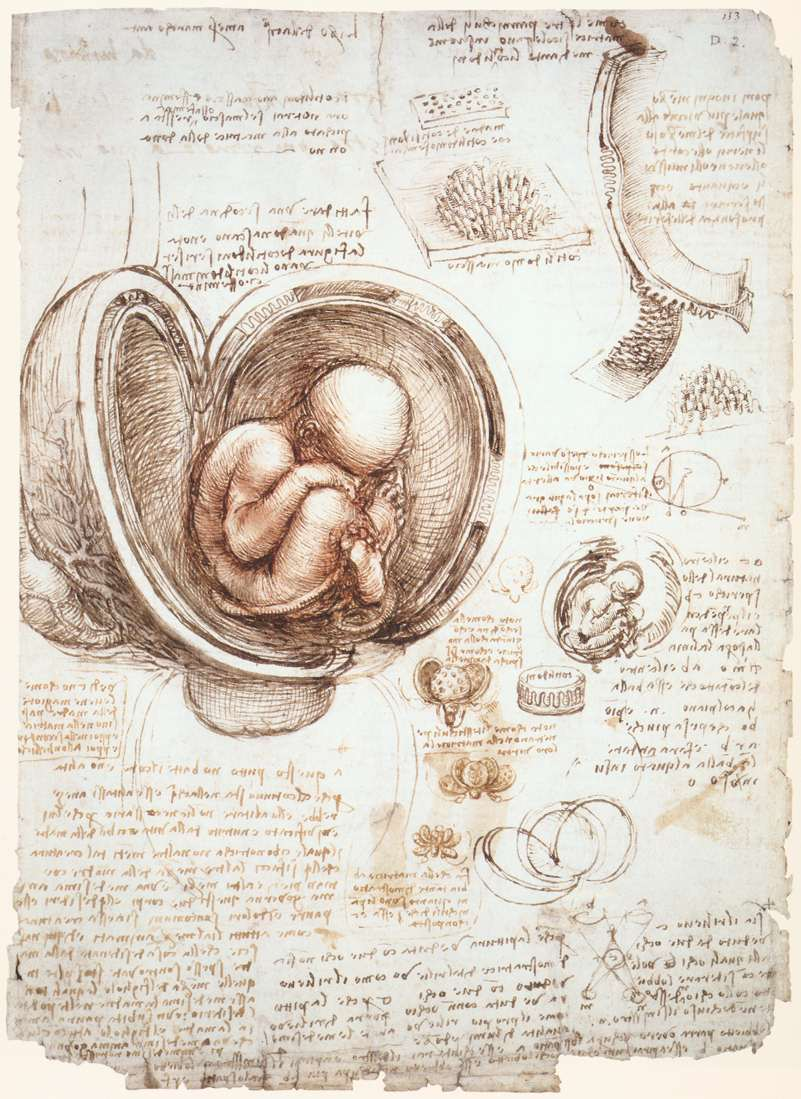
Estudio de embrión, uno de los 600 dibujos de Leonardo da Vinci que se custodian en el Castillo de Windsor.

La colección cuenta con unas 7 000 pinturas, 40 000 acuarelas y dibujos, y cerca de 150 000 grabados antiguos, así como con muebles, tapices, cerámicas, libros y un largo etcétera. 
En líneas generales, las pinturas más relevantes se custodian en el Palacio de Buckingham, y de ellas las más conocidas se exhiben en áreas accesibles al público como la Queen’s Gallery. La excepción más ilustre es la serie de grandes lienzos Los triunfos del César, de Andrea Mantegna, que permanece en Hampton Court. En la Biblioteca Real del Castillo de Windsor se guardan muchas de las obras sobre papel, como los abundantes dibujos de Leonardo da Vinci. Otra Galería de la Reina se halla anexa al Palacio de Holyrood en Edimburgo.
Subsiste poco de las obras reunidas por Enrique VIII en la colección real, si bien cuenta con un importante repertorio de Hans Holbein el Joven: siete pinturas y un envidiable conjunto de dibujos (alrededor de 80). Isabel II quiso sumarle el Retrato de Enrique VIII del Museo Thyssen-Bornemisza de Madrid, y se dice que Margaret Thatcher quiso albergar dicho museo en Londres principalmente por este cuadro.
La parte más sustancial y característica de la Royal Collection se debe a Carlos I, tanto por su mecenazgo sobre Van Dyck, Orazio Gentileschi y otros artistas extranjeros como por las obras antiguas que importó del continente europeo. Aunque muchas se dispersaron y revendieron a su muerte, tras la Restauración su sucesor Carlos II recuperó algunas, sumó los dibujos de Holbein y recibió el llamado Dutch Gift: 28 pinturas y 12 esculturas regaladas por la nueva República de Holanda. Este regalo incluía retratos de Tiziano y Lorenzo Lotto, junto con otras obras de Parmigianino y Gerrit Dou.
Es muy difícil resumir la riqueza de la Royal Collection, tanto por su amplitud y por la gran cantidad de obras maestras, como porque existe poca bibliografía en español. Tampoco la página web oficial de la colección ofrece un repertorio completo, tarea que por lo demás sería casi imposible.

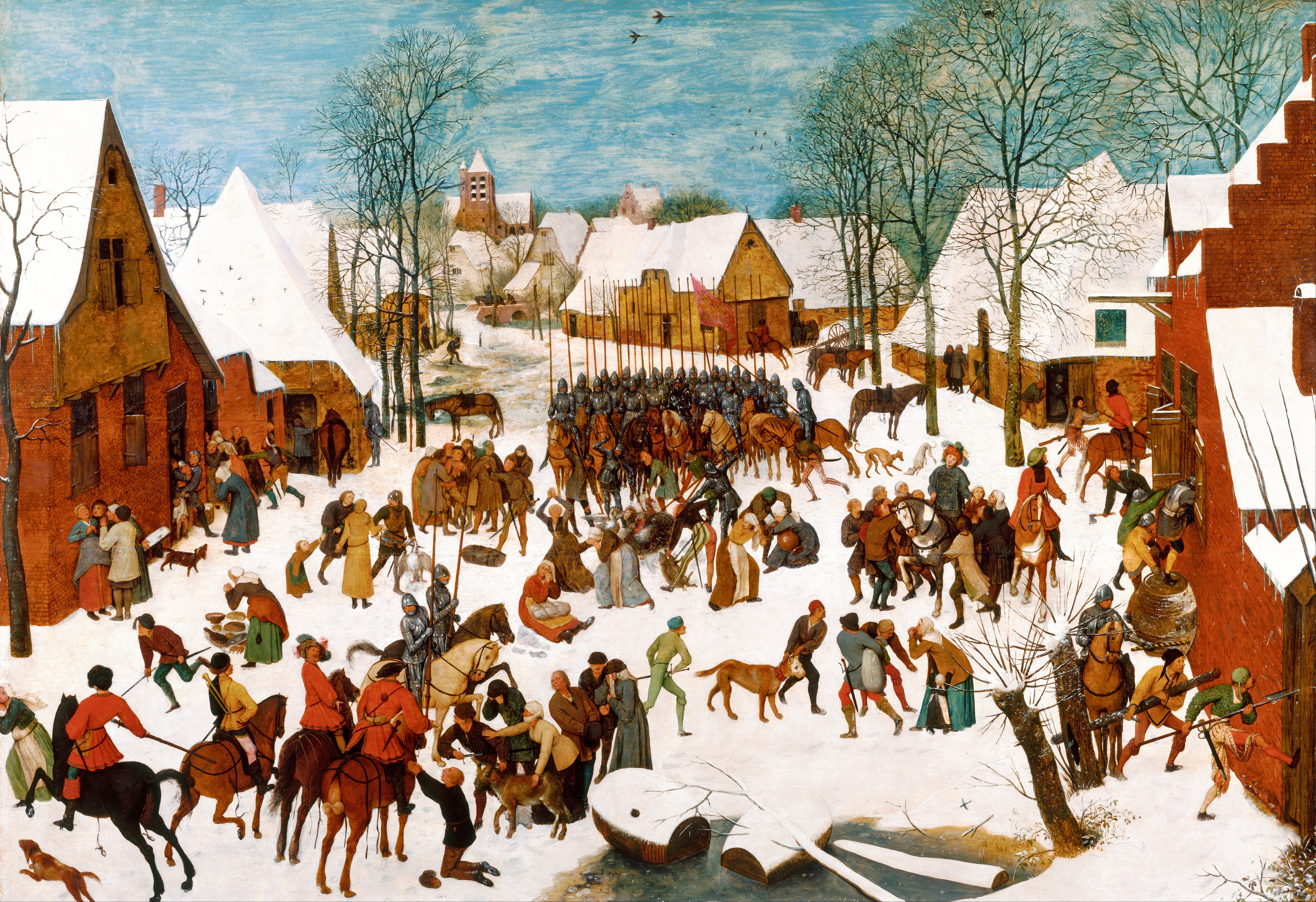
Pieter Bruegel el Viejo, Masacre de los Inocentes.

Los fondos de pinturas y dibujos son los más conocidos, gracias a que suelen participar en exposiciones temporales, tanto en el Reino Unido como en el extranjero. Sin embargo, la Royal Collection cuenta con gran cantidad de muebles, alfombras y tapices, cerámicas, objetos de plata y demás enseres. Parte de ellos fue encargada directamente por los reyes a diversos artesanos y manufacturas de Europa, por lo que reflejan sus gustos personales y la vida en palacio. Algunas vajillas y cuberterías, de altísimo valor, se siguen empleando en los banquetes que los reyes ofrecen a sus invitados. 
En lo que respecta a pintura y dibujos, la Royal Collection ofrece un panorama casi enciclopédico, con ejemplos de casi todos los grandes genios europeos, desde Duccio en el siglo XIII hasta Thomas Lawrence en el siglo XIX. Ha ido sumando (más tímidamente) obras modernas, como cuatro coloristas retratos de Isabel II producidos por Andy Warhol en 1985 (adquiridos en 2012) y otro de la misma reina pintado por Lucian Freud. Hay que notar la escueta presencia de pintores de España, que puede achacarse a la tradicional rivalidad política entre ambos países. Casi todos los ejemplos españoles existentes son retratos cortesanos, recibidos como regalos diplomáticos y que salvo excepciones son copias o versiones de discreta calidad.
- Italia: Cuenta en la Royal Collection con una presencia apabullante, enriquecida en el siglo XIX con ejemplos medievales que hasta entonces se subestimaban. Este repertorio arranca con Duccio, Gentile da Fabriano, Fra Angélico, Francesco Pesellino y Pietro Perugino, y alcanza una de sus primeras cimas con la serie de nueve lienzos de Los triunfos del César, de Andrea Mantegna. El pleno Renacimiento del siglo XVI cuenta con una envidiable presencia, que incluye 600 dibujos de Leonardo da Vinci (la mejor colección mundial) y otros 20 de Miguel Ángel. La Royal Collection exhibe en depósito, en el Victoria and Albert Museum de Londres, la famosa serie de Los hechos de los apóstoles, de Rafael, siete grandes cartones que sirvieron de modelos para los tapices de la Capilla Sixtina del Vaticano. Otros autores representados son (alfabéticamente) Jacopo Bassano, Giovanni Bellini, Bernini (50 dibujos), Bronzino, Canaletto (más de 50 pinturas y 140 dibujos, su mejor colección mundial), Caravaggio (dos cuadros, entre ellos La vocación de los santos Andrés y Pedro), los Carracci (cinco pinturas y más de 350 dibujos), Correggio, Domenichino (1700 dibujos), Artemisia Gentileschi (Autorretrato como Alegoría de la Pintura), Orazio Gentileschi (José y la mujer de Putifar), Luca Giordano, Guercino (un cuadro y unos 400 dibujos), Pietro Longhi, Lorenzo Lotto, Parmigianino, Guido Reni, Giulio Romano (seis cuadros), Palma el Viejo, Andrea del Sarto, Tiziano Vecellio y Paolo Veronese. No hay que olvidar los bronces de Benvenuto Cellini y Leone Leoni (Busto del Gran Duque de Alba) y las tres esculturas de Antonio Canova, entre ellas Dirce, similar a la famosa de Paulina Bonaparte como Venus de la Galería Borghese de Roma.

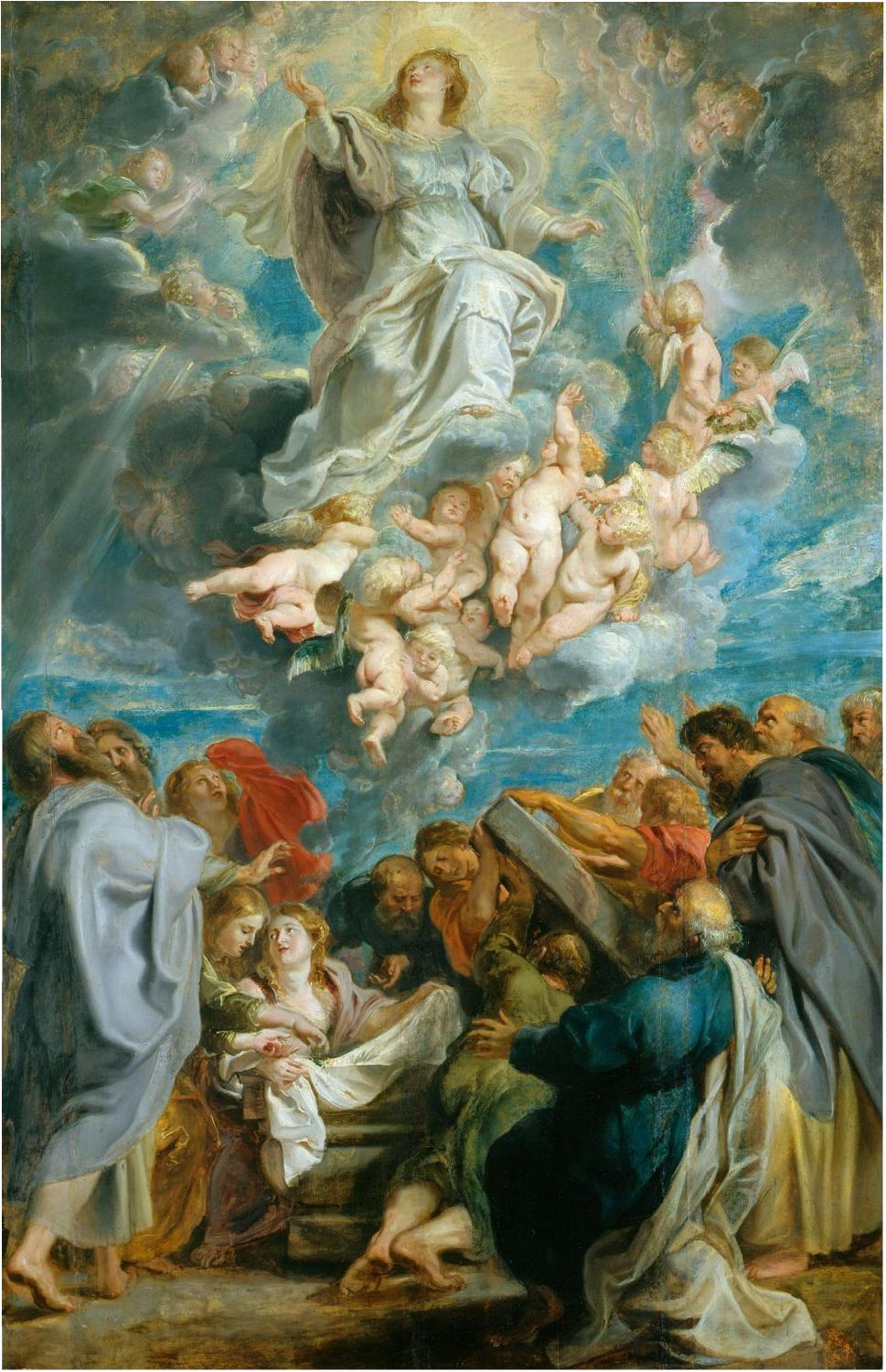
La Asunción de la Virgen, cuadro de Rubens (h. 1612-17).

- Escuela flamenca: Sus protagonistas en la Royal Collection son, sin duda, Rubens (trece cuadros, incluyendo la Asunción de la Virgen y el Retrato ecuestre de Rodrigo Calderón) y sobre todo Anton van Dyck, retratista de Carlos I, de quien hay 26 pinturas, entre ellas varios retratos esenciales del monarca. Hay ejemplos de Hugo van der Goes (Altar de la Trinidad), Jan Gossaert, Quentin Massys, Hans Memling, Joos van Cleve (Retrato de Enrique VIII), Pieter Brueghel el Viejo, Antonio Moro (Retrato del infante Juan Manuel de Portugal) y 27 pinturas de David Teniers el Joven.

- Holanda: Los grandes tesoros de esta sección son las seis pinturas de Rembrandt (incluyendo el famoso Retrato de Agatha Bas, 1641) y La lección de música de Vermeer. Hay siete ejemplos de Jan Steen, cinco de Adriaen van Ostade, y otros de Gerrit Dou, Frans Hals, Meindert Hobbema y Philips Wouwerman.

- Francia: Hay que destacar el fondo de dibujos de Nicolas Poussin, únicamente superado por el que posee el Louvre. Otros artistas representados son François Clouet (tres pinturas), Georges de La Tour, Claudio de Lorena (cinco), Eustache Le Sueur y, de manera sorprendente, Claude Monet. Es la excepción impresionista en una colección marcadamente tradicional y que redujo su expansión a mediados del XIX.

- Alemania: Este apartado es más bien reducido en cantidad, pero ilustre por la importancia de los autores y de sus ejemplos. Hans Holbein el Joven, retratista de la corte de Enrique VIII, cuenta con siete pinturas, un pálido reflejo de las muchas que existían en Londres y que se dispersaron por el extranjero en siglos posteriores. A pesar de ello, la Royal Collection pudo sumar un envidiable conjunto de 80 de sus dibujos, cuidadosamente acabados. Durero cuenta con el Retrato de Burkard von Speyer (1506), y hay cuatro tablas de Lucas Cranach el Viejo. Se incluye en este epígrafe al dieciochesco Johann Zoffany, representado con 17 pinturas, entre ellas la famosa de La Tribuna de los Uffizi.

- Gran Bretaña: Por razones lógicas, los pintores británicos cuentan con amplia presencia en la Royal Collection, si bien ya se ha dicho que fueron maltratados por la corte hasta el siglo XVIII, debido al predominio de artistas extranjeros en Londres. Hay tres ejemplos de William Hogarth, veinte de Peter Lely, más de treinta de Thomas Gainsborough (incluyendo un raro tema mitológico, Diana y Acteón) y nada menos que 50 de Thomas Lawrence. Benjamin West, nacido en Estados Unidos pero radicado en Londres, cuenta con sesenta obras en la colección.

## Galería de obras maestras

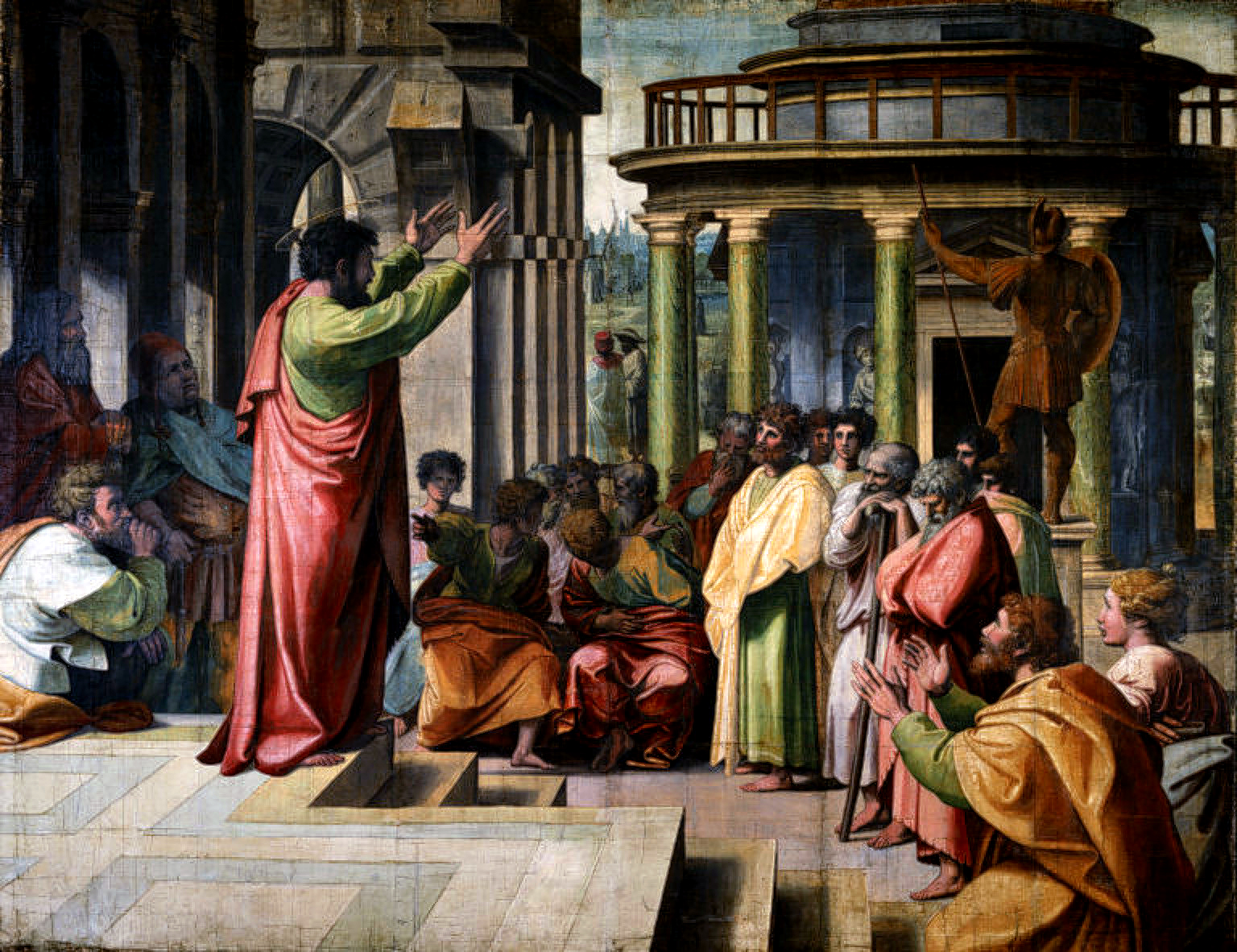
Rafael, San Pablo predicando en Atenas (de Los hechos de los apóstoles)
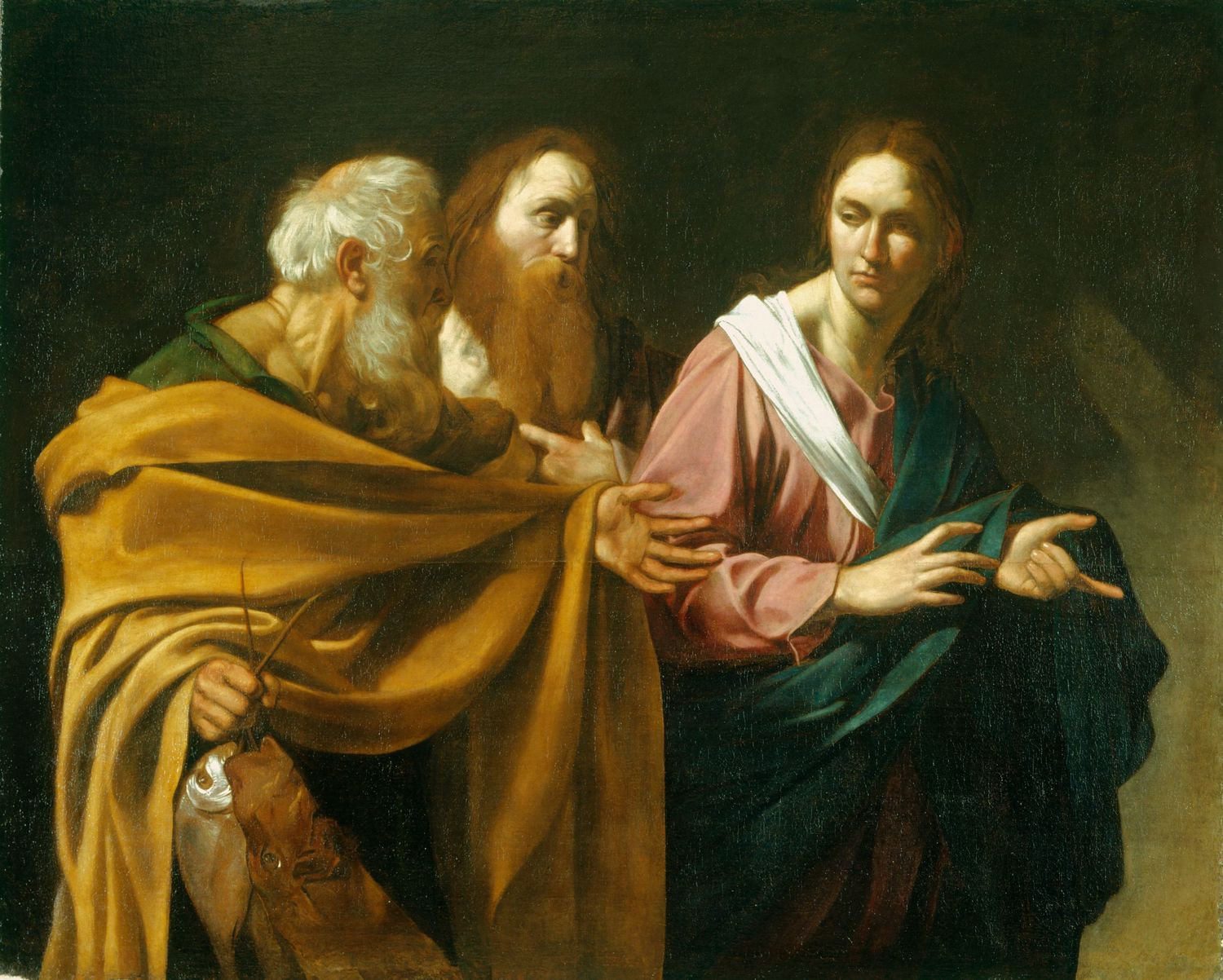
Caravaggio, La vocación de los santos Andrés y Pedro
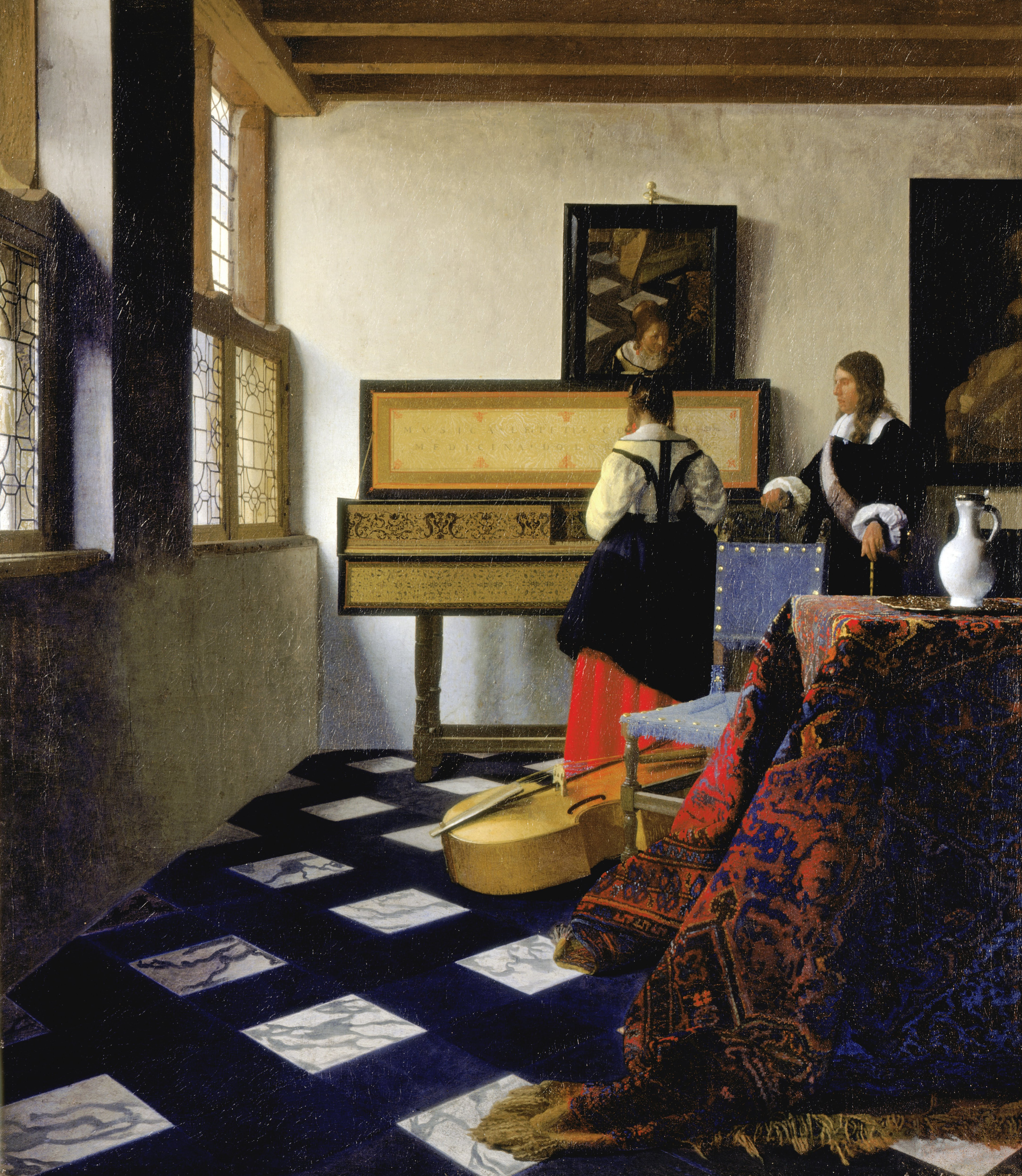
Johannes Vermeer, La lección de música
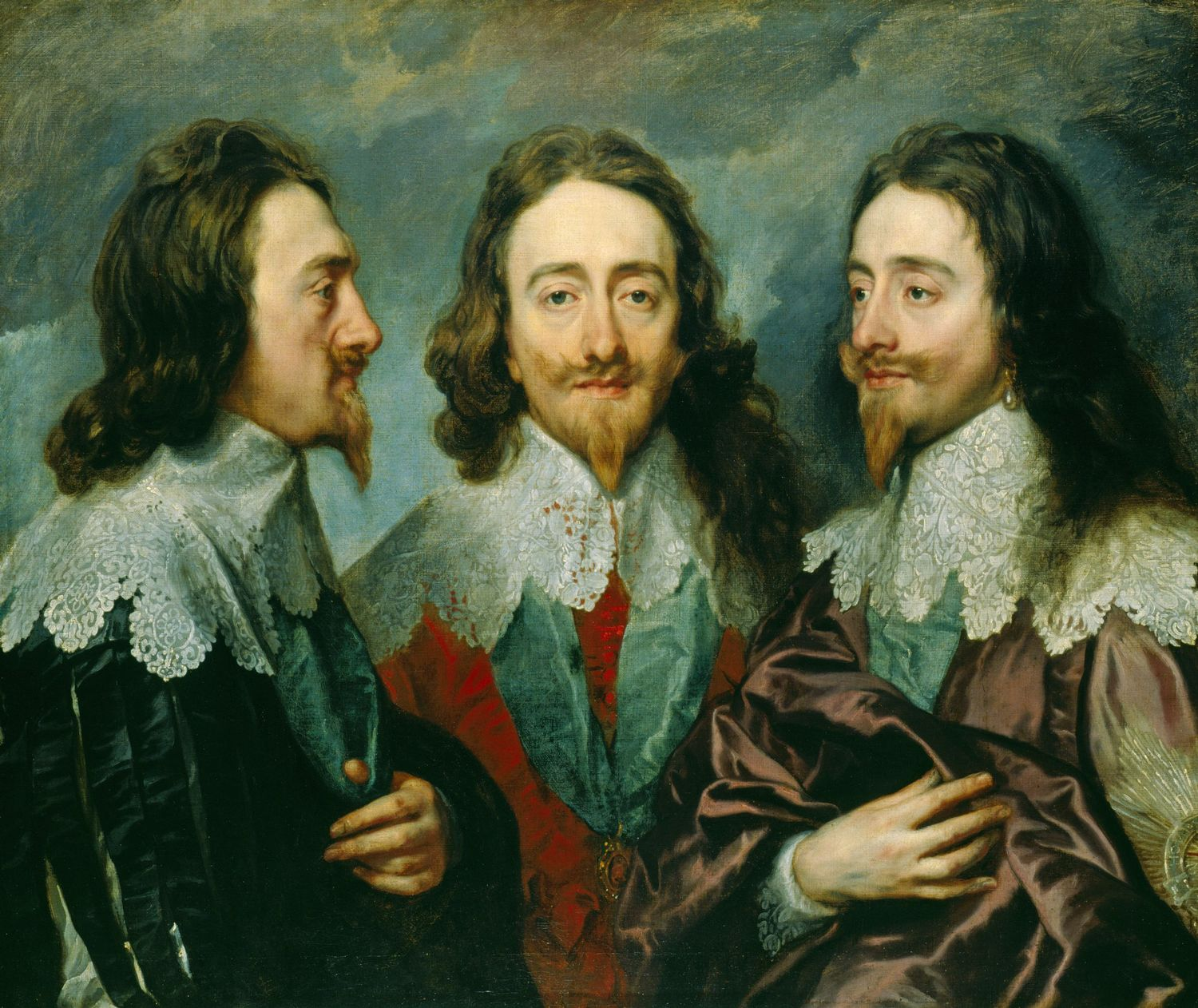
Anton van Dyck, Triple retrato de Carlos I de Inglaterra